# Gunnar Setterwall
Carl Gunnar Emanuel Setterwall, más conocido como Gunnar Setterwall (Estocolmo, 18 de agosto de 1881 - Estocolmo, 26 de febrero de 1928) fue un tenista sueco, ganador de cuatro medallas olímpicas.

## Carrera deportiva
Participó, a los 26 años, en los Juegos Olímpicos de Londres 1908 realizados en Londres (Reino Unido), donde consiguió ganar la medalla de bronce en la prueba de dobles masculina junto a Wollmar Boström, además de finalizar quinto en la prueba masculina individual. En los Juegos Olímpicos de 1912 realizados en Estocolmo (Suecia) consiguió ganar tres medallas olímpicas: la medalla de plata en las pruebas de dobles masculinos en formato indoor junto a Carl Kempe y de dobles mixtos al aire libre junto de Sigrid Fick, así como una medalla de bronce en la competición de dobles mixtos indoor con Sigfrid Fick.